# Coleophora albella
Coleophora albella là một loài bướm đêm thuộc họ Coleophoridae. Nó được tìm thấy ở hầu hết châu Âu.
Sải cánh dài 16–18 mm. Con trưởng thành bay từ tháng 5 đến tháng 6.
Ấu trùng ăn Silene nutans and Silene vulgaris.